# 雷耶丝·马罗托
玛丽亚·雷耶丝·马罗托·伊列拉（西班牙語：María Reyes Maroto Illera；1973年12月19日—），女，巴利亞多利德省人，西班牙经济学家和政治人物。现任桑切斯内阁工业、贸易与旅游大臣。

## 经历

### 早年
出生于巴利亞多利德省梅迪纳德尔坎波，父母是阿塔基内斯土生土长的居民，她的童年时代在这里度过。大学毕业于巴利亚多利德大学经济学专业。
2011年至2013年间，她为西班牙工人社会党的IDEAS进步基金会工作，同时担任马德里卡洛斯三世大学经济学副教授。

### 议员
在2015年西班牙地方选举中，她位列马德里自治区工人社会党党团第20位，成功当选马德里市议会议员，并担任工人社会党在马德里议会的预算、经济、财政和就业委员会发言人，直到2018年6月6日辞任。

### 工业大臣
在2018年西班牙政府不信任案公决后，人民党主席马里亚诺·拉霍伊被迫辞职，工人社会党总书记佩德羅·桑切斯成为新任西班牙首相。在重组内阁中，她被任命为工业、贸易与旅游大臣。6月7日出席了萨苏埃拉宫就职仪式。
她对中国多边主义政策表示支持，并认为是应对贸易保护主义挑战的有效措施。她引导西班牙参加了2018年11月的中国国际进口博览会。